# Швырков, Вячеслав Борисович
Вячеслав Борисович Швырков (3 июля 1939 — 4 июня 1994) — российский психолог и нейробиолог. Исследователь нейрофизиологических основ поведения психики и сознания, создатель научной школы «системной психофизиологии».

## Сочинения
- Швырков В. Б. Введение в объективную психологию: Нейрональные основы психики: Избранные труды. М: ИПРАН, 2006 — в Интернете размещён фрагмент из книги.

## О нём
- Эгоизм и альтруизм нейрона